# Pletzl
Pletzl (פלעצל‎, "náměstíčko" v jidiš"), též Place Saint-Paul nebo Place des Juifs je židovská čtvrť (součást čtvrti Marais) v Paříži ve 4. obvodu. Náměstíčko pro rozlišení od "velkého" náměstí Place des Vosges. Velký rozvoj zažila čtvrť na konci 19. století a v první polovině 20. století (do druhé světové války), kdy se stala domovem mnoha aškenázských Židů hovořících jidiš z východní Evropy, kteří prchali před pronásledováním a pogromy. Tehdy se zde nacházelo mnoho obchodů, knihkupectví a typických restaurací, takže připomínala štetl v centru Paříže.

## Typická čtvrť
Při některých příležitostech si i dnes obchodníci staví své stánky přímo na ulici. Je tomu tak například před svátkem Sukot, kde se setkávají obchodníci nabízející čtyři druhy. Podobně je na chodníku ještě zřízeno několik obchodů. Žijí zde členové hnutí Lubavič.
Ve čtvrtek a pátek ráno se v pekárnách prodávají chaly (חלות), pletené chleby podávané v době šabatu. V pátek večer a sobotu, stejně jako o židovských svátcích, je zde zavřeno. Na druhou stranu, neděle je běžným pracovním dnem (o to rušnějším, protože čtvrť se v neděli uzavírá pro automobily).

## Ulice v Pletzlu
Čtvrť se původně rozkládala po obou stranách Place Saint-Paul, ale po válce se postupně zmenšovala a dnes její poslední zbytky nacházejí v následujících ulicích.
- Rue Pavée. Za zmínku stojí zejména fasáda synagogy Pavée, kterou navrhl Hector Guimard v secesním stylu, je chráněná jako historická památka. V domě č. 10 se nachází ješiva Jad Mordechaj a v č. 13. soukromá základní škola.
- Rue des Rosiers. synagoga Lubavič Machzikej Adat v čísle 17; synagoga Adat Jechurun v č. 25; na fasádě Židovské školy práce v č. 4 bis, je pamětní deska upomínající na deportaci studentů této školy.

- Rue Ferdinand-Duval. Jedná se o bývalou Rue des Juifs, přejmenovanou v roce 1900 po Dreyfusově aféře po pařížském prefektovi. Na rohu Rue Ferdinand-Duval a Rue des Rosiers, je umístěna informační tabule připomínající historii čtvrti.

- Rue des Écouffes. V této ulici je oratoř a centrum studia tóry.

- Rue des Hospitalières-Saint-Gervais. V č. 6 a 10 je základní škola Hospitalières-Saint-Gervais. Byla to první bezplatná základní škola otevřená v Paříži (1844), postavená s pomocí židovské konzistoře. Dne 16. července 1942 (deportace na Zimní velodrom), zde pařížští policisté zatkli děti a jejich učitele (pamětní deska na fasádě) a 165 dětí zahynulo v nacistických vyhlazovacích táborech. V č. 12 bývala restaurace Rozenstroiks, kde se scházeli krejčí, kožešníci, čepičáři a zlatníci.

## V okolí
- Marais
- Památník šoa, Rue Geoffroy-l'Asnier
- Synagoga na Place des Vosges
- Synagoga v ulici Tournelles: budova, jejíž vnitřní kovový rám navrhl Gustave Eiffel, je chráněna jako historická památka.
- Synagoga Nazareth: první synagoga pařížské konzistoře.
- Památník deportovaných, Square de l'Île-de-France, na východním cípu ostrova Cité.
- Muzeum židovského umění a historie v Hôtel de Saint-Aignan, na Rue du Temple.
- Jardin Anne-Frank (bývalé zahrady Hôtel de Saint-Aignan), Impasse Berthaud. Otevřena 20. června 2007 pařížským starostou, roste zde výhonek stromu Anne Frankové.